# 구와바라 고타
구와바라 고타(일본어: 桑原 晃大, 2004년 7월 15일~)는 일본의 축구 선수이다.

## 구단 경력
그는 2022년 J2리그의 제프 유나이티드 지바에 입단했다.